# Волга, Василий Александрович
Васи́лий Алекса́ндрович Во́лга (род. 5 марта 1968, Северодонецк, УССР, СССР) — украинский оппозиционный политический деятель, лидер политической партии «Союз Левых Сил» с 2007 года.
Народный депутат Верховной рады Украины V созыва (2006—2007).

## Биография
Василий Александрович Волга родился 5 марта 1968 года в Северодонецке Луганской области УССР, СССР.
В 1990 году окончил Севастопольское высшее военно-морское инженерное училище по специальности инженер-механик. С 1990 по 1993 год проходил службу в должности командира турбинной группы на атомных подводных лодках Северного флота ВМФ ВС СССР, затем ВМФ России. В 1993 году уволился в запас в звании «лейтенант».
С 1993 по 1998 год — частный предприниматель. С 1998 года — генеральный директор Международного союза украинских предпринимателей. В 1999 году заочно окончил киевскую Межрегиональную академию управления персоналом по специальности «Банковское дело». В 2000 году стал главой общественной организации «Общественный контроль» и лидером одноимённой партии.
На президентских выборах на Украине в 2004 году был кандидатом на должность президента Украины. Занял 16 место, набрав 0,04 % голосов избирателей.
В 2006 году избран народным депутатом V созыва Верховной Рады Украины по спискам СПУ.
В 2008 году стал лидером политической партии Союз Левых Сил. В 2009 году стал одним из лидеров Блока левых и левоцентристских сил, в который вошли Коммунистическая партия Украины, Союз Левых Сил, СДПУ(о) и партия «Справедливость».
С 2010 по 2011 год — глава Государственной комиссии по регулированию рынков финансовых услуг Украины. 19 июля 2011 года задержан следователем Генпрокуратуры Украины совместно с работниками СБУ по подозрению в совершении преступления, связанного с коррупцией. 24 сентября 2012 года приговорён к 5 годам лишения свободы.
22 марта 2013 переведён из Киевского следственного изолятора в Полтавскую исправительную колонию № 64, где работал библиотекарем.
3 декабря 2014 года Василия Волгу выпустили на свободу, заменив оставшуюся часть наказания исправительными работами.
После освобождения, в апреле 2016 года пережил покушение на убийство, по факту которого не было проведено расследование.
С 2017 года некоторое время жил в России, затем вернулся на Украину. 6 ноября 2018 года в квартире Василия Волги сотрудниками СБУ проведён обыск в рамках расследования дела о покушении на государственный переворот и государственной измене по статьям 109 и 111 УК Украины.
Принимает участие в качестве эксперта в различных политических ток-шоу на федеральных российских телевизионных каналах.
Жена — Владислава Владимировна Волга, внучка Героя Советского Союза Александра Калинина. Четверо детей — сыновья Василий и Илья, две дочери — Елена и Екатерина.